# Nicu Gângă

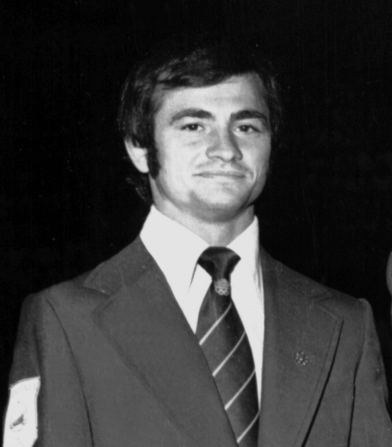
Nicu Gângă

Nicu Gângă (alte Schreibweise Gîngă) (* 10. März 1953 in Grăniceri) ist ein ehemaliger rumänischer Ringer des griechisch-römischen Stils.

## Erfolge
- 1973, 4. Platz, EM in Helsinki, GR, Fg, hinter Jan Michalik, Polen, Todor Todorow, Bulgarien und Waleri Arutjunow, Sowjetunion

- 1973, Gold, WM in Teheran, GR, Fg, vor Jan Michalik, Rahim Aliabadi, Iran u. Witali Konstantinow, UdSSR

- 1974, Bronze, EM in Madrid, GR, Fg, hinter Petar Kirow, Bulgarien und Waleri Arutjunow und vor József Doncsecz, Ungarn, Heinz Schmidt, DDR und Rolf Krauß, BR Deutschland

- 1974, Bronze, WM in Kattowitz, GR, Fg, hinter Petar Kirow, Arutjunow und vor Lajos Rácz, Ungarn

- 1976, 5. Platz, EM in Leningrad, GR, Fg, hinter Kirov, Wladimir Schatunow, Sowjetunion, Haralambos Holidis, Griechenland und Lajos Rácz

- 1976, Silber, OS in Montreal, GR, Fg, hinter Witali Konstantinow, Sowjetunion und vor Koichiro Hirayama, Japan, Rolf Krauß und Lajos Rácz

- 1977, Silber, EM in Bursa, GR, Fg, hinter Lajos Rácz und vor Kamil Fatkulin, Sowjetunion

- 1977, Gold, WM in Göteborg, GR, Fg, vor Kamil Fatkulin, Morad Ali Shirani, Iran, Lajos Rácz, Haralambos Holidis und Herbert Nigsch, Österreich

- 1978, Bronze, EM in Sofia, GR, Fg, hinter Wachtang Blagidse, Sowjetunion und Lajos Rácz

- 1978, Silber, WM in Mexiko-Stadt, GR, Fg, hinter Blagidze und vor Haralambos Holidis

- 1979, Silber, EM in Bukarest, GR, Fg, hinter Robert Nersesjan, Sowjetunion und vor Lajos Rácz und Krum Borissow, Bulgarien

- 1979, 4. Platz, WM in San Diego, GR, Fg, hinter Lajos Rácz, Kamil Fatkulin und Toshio Asakura, Japan und vor Rolf Krauß

- 1980, 5. Platz, EM in Prievidza, GR, Fg, hinter Wachtang Blagidze, Rolf Krauss, Mladen Mladenow, Bulgarien und Antonín Jelínek, Tschechoslowakei

- 1980, 4. Platz, OS in Moskau, GR, Fg, hinter Blagidze, Lajos Rácz und Mladen Mladenov und vor Jelínek

- 1981, Silber, Welt-Universitätsmeisterschaften in Bukarest, GR, Fg, hinter Benur Paschajan, Sowjetunion und vor Dae-Du Beng, Südkorea